# Maria Anna Mozartová
Maria Anna Walburga Ignatia Mozart (30. července 1751, Salcburk – 29. října 1829, tamtéž) byla sestra Wolfganga Amadea Mozarta. Byla známa pod přízviskem Mariana nebo pod přezdívkou Nannerl. Za svých mladých let cestovala se svým o 4,5 roku mladším bratrem a otcem po celé Evropě, aby předvedli svůj hudební talent jako zázračné děti.

## Život
Narodila se, stejně jako její bratr Wolfgang, v domě č. 9 salcburské ulice Getreidegasse, jako čtvrté dítě Anny Marie a Leopolda Mozartových. První tři jejich děti ale zemřely záhy po porodu a společně se slavnějším bratrem byly jediné, které se ze sedmi sourozenců dožily dospělosti. V mládí absolvovala se svým otcem a bratrem cesty po mnoha evropských městech, kde společně vystupovali. Ukázala se jako výborná hráčka na cembalo a klavír. Od svých 18 let však s cestováním přestala a začala si v Salcburku hledat ženicha. Napsala sama několik skladeb a samotný Wolfgang jí je v jejich korespondenci chválil. Její otec jí však tyto dopisy zatajil a ona se o chvále svého bratra nikdy nedozvěděla.
Nedlouho poté se provdala za Jana Baptistu Františka Berchtolda ze Sonnenburgu a přestěhovali se na jeho panství nedaleko Salcburku. Jan měl již z předchozích dvou manželství pět dětí a s Marianou se mu podařilo zplodit další tři, z nichž dvě se dožily dospělosti - Leopolda Aloise Pantaleona (1785–1840) a Jeanette (1789–1805). Mariana nechala od svého narození vychovávat Leopolda u svého stejnojmenného otce, jenž ho začal vychovávat ve Wolfgangových šlépějích. I přes důkladnou péči (dědeček ho učil i mluvit či základním hygienickým návykům) malý Leopold matčinu péči potřeboval a po smrti dědečka byl od dvou let opět vychováván svými rodiči.
Po smrti svého manžela roku 1801 Mariana odešla se čtyřmi adoptovanými a dvěma vlastními dětmi zpět do Salcburku, kde se živila jako učitelka hudby. Roku 1820 pomáhala novému manželovi své bývalé švagrové Constanze sestavit Mozartův další životopis, přinesla mu dokonce osobní korespondenci Wolfganga s jejich otcem. O rok později se setkala se svým synovcem Františkem Xaverem Mozartem, kterého neviděla od doby, kdy byl jeho otec ještě naživu.
V roce 1824 přišla Mariana o zrak. Zemřela v 78 letech, je pohřbena na hřbitově sv. Petra v Salcburku.
O životě Mariany bylo sepsáno mnoho knih s historicky podloženým i smyšleným obsahem.

## Vztahy sWolfgangem
Pro svého slavnějšího bratra byla sestra vzorem, jenž se ji snažil v dětství ve všem napodobovat. Později jí psal i skladby. Na jejich vztahy v dospělosti se pohledy historiků liší, jisté však je, že ochably a od roku 1783, kdy Mariana poznala v Salcburku Mozartovu družku Constanze, se již neviděli. Korespondence mezi nimi byla prý také ukončena roku 1788 (tři roky před Mozartovou smrtí). Po přečtení jeho biografie od Františka Xavera Niemetscheka mu napsala dopis, v kterém vyjádřila překvapení z jeho životních faktů a uvedla, že se její sesterský vztah k zesnulému bratrovi změnil.